# Camgasite
La camgasite è un minerale.